# Szlovákia hívójelkörzetei
Szlovákia hívójelkörzetei a kerületek határait követi. Kivétel ezek alól:
- OM3: a régi, Csehszlovákiai OK3 kezdetű hívójelek OM3-ra lettek átalakítva
- OM9: speciális állomások számára osztják ki

Szlovákia számára az ITU az OM hívójelprefixet határozta meg.

## Szlovákia hívójelkörzetei[1]
| Prefix | Okres                                                                            | Járás                                                                            | Kerület                                                                          |
| ------ | -------------------------------------------------------------------------------- | -------------------------------------------------------------------------------- | -------------------------------------------------------------------------------- |
| OM1    | Bratislava I                                                                     | Pozsony I                                                                        | Pozsonyi kerület                                                                 |
| OM1    | Bratislava II                                                                    | Pozsony III                                                                      | Pozsonyi kerület                                                                 |
| OM1    | Bratislava III                                                                   | Pozsony III                                                                      | Pozsonyi kerület                                                                 |
| OM1    | Bratislava IV                                                                    | Pozsony IV                                                                       | Pozsonyi kerület                                                                 |
| OM1    | Bratislava V                                                                     | Pozsony V                                                                        | Pozsonyi kerület                                                                 |
| OM1    | Malacky                                                                          | Malackai járás                                                                   | Pozsonyi kerület                                                                 |
| OM1    | Pezinok                                                                          | Bazini járás                                                                     | Pozsonyi kerület                                                                 |
| OM1    | Senec                                                                            | Szenci járás                                                                     | Pozsonyi kerület                                                                 |
| OM2    | Trnava                                                                           | Nagyszombati járás                                                               | Nagyszombati kerület                                                             |
| OM2    | Dunajská Streda                                                                  | Dunaszerdahelyi járás                                                            | Nagyszombati kerület                                                             |
| OM2    | Galanta                                                                          | Galántai járás                                                                   | Nagyszombati kerület                                                             |
| OM2    | Hlohovec                                                                         | Galgóci járás                                                                    | Nagyszombati kerület                                                             |
| OM2    | Piešťany                                                                         | Pöstyéni járás                                                                   | Nagyszombati kerület                                                             |
| OM2    | Senica                                                                           | Szenicei járás                                                                   | Nagyszombati kerület                                                             |
| OM2    | Skalica                                                                          | Szakolcai járás                                                                  | Nagyszombati kerület                                                             |
| OM3    | régi, Csehszlovákiából fennmaradt hívójelek, amik át lettek alakítva: OK3 => OM3 | régi, Csehszlovákiából fennmaradt hívójelek, amik át lettek alakítva: OK3 => OM3 | régi, Csehszlovákiából fennmaradt hívójelek, amik át lettek alakítva: OK3 => OM3 |
| OM4    | Trenčín                                                                          | Trencséni járás                                                                  | Trencséni kerület                                                                |
| OM4    | Bánovce nad Bebravou                                                             | Báni járás                                                                       | Trencséni kerület                                                                |
| OM4    | Ilava                                                                            | Ilavai járás                                                                     | Trencséni kerület                                                                |
| OM4    | Myjava                                                                           | Miavai járás                                                                     | Trencséni kerület                                                                |
| OM4    | Nové mesto nad Váhom                                                             | Vágújhelyi járás                                                                 | Trencséni kerület                                                                |
| OM4    | Partizánske                                                                      | Simonyi járás                                                                    | Trencséni kerület                                                                |
| OM4    | Považská Bystrica                                                                | Vág-besztercei járás                                                             | Trencséni kerület                                                                |
| OM4    | Prievidza                                                                        | Privigyei járás                                                                  | Trencséni kerület                                                                |
| OM4    | Púchov                                                                           | Puhói járás                                                                      | Trencséni kerület                                                                |
| OM5    | Komárno                                                                          | Komáromi járás                                                                   | Nyitrai kerület                                                                  |
| OM5    | Levice                                                                           | Lévai járás                                                                      | Nyitrai kerület                                                                  |
| OM5    | Nitra                                                                            | Nyitrai járás                                                                    | Nyitrai kerület                                                                  |
| OM5    | Nové Zámky                                                                       | Érsekújvári járás                                                                | Nyitrai kerület                                                                  |
| OM5    | Topoľčany                                                                        | Nagytapolcsányi járás                                                            | Nyitrai kerület                                                                  |
| OM5    | Šaľa                                                                             | Vág-sellyei járás                                                                | Nyitrai kerület                                                                  |
| OM5    | Zlaté Moravce                                                                    | Aranyosmaróti járás                                                              | Nyitrai kerület                                                                  |
| OM6    | Čadca                                                                            | Csacai járás                                                                     | Zsolnai kerület                                                                  |
| OM6    | Dolný Kubín                                                                      | Alsókubini járás                                                                 | Zsolnai kerület                                                                  |
| OM6    | Liptovský Mikuláš                                                                | Lipótszentmiklósi járás                                                          | Zsolnai kerület                                                                  |
| OM6    | Martin                                                                           | Túrócszentmártoni járás                                                          | Zsolnai kerület                                                                  |
| OM6    | Žilina                                                                           | Zsolnai járás                                                                    | Zsolnai kerület                                                                  |
| OM6    | Bytča                                                                            | Nagy-biccsei járás                                                               | Zsolnai kerület                                                                  |
| OM6    | Kysucké Nové Mesto                                                               | Kiszuca-újhelyi járás                                                            | Zsolnai kerület                                                                  |
| OM6    | Námestovo                                                                        | Námesztói járás                                                                  | Zsolnai kerület                                                                  |
| OM6    | Ružomberok                                                                       | Rózsahegyi járás                                                                 | Zsolnai kerület                                                                  |
| OM6    | Turčianske Teplice                                                               | Stubnyafürdői járás                                                              | Zsolnai kerület                                                                  |
| OM6    | Tvrdošín                                                                         | Turdossíni járás                                                                 | Zsolnai kerület                                                                  |
| OM7    | Banská Bystrica                                                                  | Besztercebányai járás                                                            | Besztercebányai kerület                                                          |
| OM7    | Banská Štiavnica                                                                 | Selmecbányai járás                                                               | Besztercebányai kerület                                                          |
| OM7    | Brezno                                                                           | Breznóbányai járás                                                               | Besztercebányai kerület                                                          |
| OM7    | Detva                                                                            | Gyetvai járás                                                                    | Besztercebányai kerület                                                          |
| OM7    | Krupina                                                                          | Korponai járás                                                                   | Besztercebányai kerület                                                          |
| OM7    | Lučenec                                                                          | Losonci járás                                                                    | Besztercebányai kerület                                                          |
| OM7    | Poltár                                                                           | Poltári járás                                                                    | Besztercebányai kerület                                                          |
| OM7    | Revúca                                                                           | Nagyrőcei járás                                                                  | Besztercebányai kerület                                                          |
| OM7    | Rimavská Sobota                                                                  | Rimaszombati járás                                                               | Besztercebányai kerület                                                          |
| OM7    | Zvolen                                                                           | Zólyomi járás                                                                    | Besztercebányai kerület                                                          |
| OM7    | Žiar nad Hronom                                                                  | Garamszentkereszti járás                                                         | Besztercebányai kerület                                                          |
| OM7    | Veľký Krtíš                                                                      | Nagykörtösi járás                                                                | Besztercebányai kerület                                                          |
| OM7    | Žarnovica                                                                        | Zsarnócai járás                                                                  | Besztercebányai kerület                                                          |
| OM8    | Košice I                                                                         | Kassa I                                                                          | Kassai kerület                                                                   |
| OM8    | Košice II                                                                        | Kassa II                                                                         | Kassai kerület                                                                   |
| OM8    | Košice III                                                                       | Kassa III                                                                        | Kassai kerület                                                                   |
| OM8    | Košice IV                                                                        | Kassa IV                                                                         | Kassai kerület                                                                   |
| OM8    | Košice okolie                                                                    | Kassa-környéki járás                                                             | Kassai kerület                                                                   |
| OM8    | Gelnica                                                                          | Gölnicbányai járás                                                               | Kassai kerület                                                                   |
| OM8    | Michalovce                                                                       | Nagymihályi járás                                                                | Kassai kerület                                                                   |
| OM8    | Rožňava                                                                          | Rozsnyói járás                                                                   | Kassai kerület                                                                   |
| OM8    | Sobrance                                                                         | Szobránci járás                                                                  | Kassai kerület                                                                   |
| OM8    | Spišská Nová Ves                                                                 | Iglói járás                                                                      | Kassai kerület                                                                   |
| OM8    | Trebišov                                                                         | Tőketerebesi járás                                                               | Kassai kerület                                                                   |
| OM9    | speciális állomások számára kiosztva                                             | speciális állomások számára kiosztva                                             | speciális állomások számára kiosztva                                             |
| OM0    | Prešov                                                                           | Eperjesi járás                                                                   | Eperjesii kerület                                                                |
| OM0    | Bardejov                                                                         | Bártfai járás                                                                    | Eperjesii kerület                                                                |
| OM0    | Humenné                                                                          | Homonnai járás                                                                   | Eperjesii kerület                                                                |
| OM0    | Kežmarok                                                                         | Késmárki járás                                                                   | Eperjesii kerület                                                                |
| OM0    | Levoča                                                                           | Lőcsi járás                                                                      | Eperjesii kerület                                                                |
| OM0    | Medzilaborce                                                                     | Mezőlaborci járás                                                                | Eperjesii kerület                                                                |
| OM0    | Poprad                                                                           | Poprádi járás                                                                    | Eperjesii kerület                                                                |
| OM0    | Sabinov                                                                          | Kisszebeni járás                                                                 | Eperjesii kerület                                                                |
| OM0    | Snina                                                                            | Szinnai járás                                                                    | Eperjesii kerület                                                                |
| OM0    | Stará Ľubovňa                                                                    | Ólublói járás                                                                    | Eperjesii kerület                                                                |
| OM0    | Stropkov                                                                         | Sztropkói Járás                                                                  | Eperjesii kerület                                                                |
| OM0    | Svidník                                                                          | Felsővízközi járás                                                               | Eperjesii kerület                                                                |
| OM0    | Vranov nad Topľou                                                                | Varannói járás                                                                   | Eperjesii kerület                                                                |

## Lajstromjel
Vízi és légi járművek lajstromjelezéséhez a OM prefixet használják.